# Georgette Chen
Georgette Chen, nacida Chang Li Ying en chino simplificado 张荔英, chino tradicional:張荔英; (Zhejiang, 1906-Singapur, 15 de marzo de 1993) fue una pintora china conocida por sus óleos postimpresionistas. Creadora del estilo nanyang, también fue conferenciante y profesora en la Academia de Bellas Artes Nanyang.

## Biografía
Cuarta de 12 hermanos -10 hijas y 2 hijos-, su padre, Zhang Renjie, era un anticuario chino que comerciaba en París, Londres y Nueva York y apoyaba a Sun Yat-sen. A pesar de vivir en Occidente, la familia Chang estaba muy arraigada a su cultura oriental, solo hablaban mandarín en casa y viajaban regularmente a China.
Nacida en una familia acaudalada, Chang estuvo expuesta al arte desde muy joven y estudió en la Liga de estudiantes de arte de Nueva York tras vivir en París donde volvió en 1927 para seguir formándose en la Académie Colarossi y la Académie Biloul. 
Aunque sus padres sufragaron sus estudios, no les gustaba su decisión de dedicarse por entero a la pintura, al contrario que a su esposo Eugene Chen, un diplomático abogado chino apasionado por el arte amigo de Sun Yat-sen y del que fue su segunda esposa casándose en 1930.
Durante la segunda guerra sino-japonesa la pareja fue encarcelada y Eugene Chen murió en Shanghái en 1944 al terminar la Segunda Guerra Mundial. A Georgette le otorgaron el Medallón Cultural de Singapur en 1982 y falleció de complicaciones por artritis reumatoide en 1993, enfermedad con la que había luchado más de 11 años.
A su muerte, la Fundación Lee subastó su casa, usó el dinero para becas u obras sociales y donó 53 cuadros al Museo de arte de Singapur.